# Піттсборо (Північна Кароліна)
Піттсборо (англ. Pittsboro) — місто (англ. town) в США, в окрузі Четем штату Північна Кароліна. Населення — 4537 осіб (2020).

## Географія
Піттсборо розташоване за координатами 35°43′48″ пн. ш. 79°10′14″ зх. д. / 35.73000° пн. ш. 79.17056° зх. д. (35.730028, -79.170613).  За даними Бюро перепису населення США в 2010 році місто мало площу 10,81 км², з яких 10,72 км² — суходіл та 0,09 км² — водойми. В 2017 році площа становила 11,65 км², з яких 11,55 км² — суходіл та 0,09 км² — водойми.

## Демографія
Згідно з переписом 2010 року, у місті мешкали 3743 особи в 1480 домогосподарствах у складі 936 родин. Густота населення становила 346 осіб/км².  Було 1606 помешкань (149/км²).
Расовий склад населення:
| - 72,2 % — білих - 19,5 % — чорних або афроамериканців - 1,8 % — азіатів - 0,3 % — корінних американців - 3,7 % — осіб інших рас |

До двох чи більше рас належало 2,4 %. Частка іспаномовних становила 8,9 % від усіх жителів.
За віковим діапазоном населення розподілялося таким чином: 20,7 % — особи молодші 18 років, 59,6 % — особи у віці 18—64 років, 19,7 % — особи у віці 65 років та старші. Медіана віку мешканця становила 41,4 року. На 100 осіб жіночої статі у місті припадало 83,7 чоловіків;  на 100 жінок у віці від 18 років та старших — 76,5 чоловіків також старших 18 років.
Середній дохід на одне домашнє господарство  становив 64 433 долари США (медіана — 53 422), а середній дохід на одну сім'ю — 86 495 доларів (медіана — 63 286). Медіана доходів становила 42 715 доларів для чоловіків та 47 845 доларів для жінок. За межею бідності перебувало 19,5 % осіб, у тому числі 38,8 % дітей у віці до 18 років та 15,6 % осіб у віці 65 років та старших.
Цивільне працевлаштоване населення становило 1578 осіб. Основні галузі зайнятості: освіта, охорона здоров'я та соціальна допомога — 32,4 %, виробництво — 9,6 %, фінанси, страхування та нерухомість — 8,8 %, роздрібна торгівля — 8,4 %.